# XLSemanal
XLSemanal es una revista de España editada por Taller de Editores Sociedad Anónima (TESA), empresa del grupo Vocento, y distribuida por todo el territorio español como suplemento en 28 diarios. Es el suplemento dominical más leído de España.

## Historia
La primera edición de la revista —publicada el 1 de noviembre de 1987— llevó una portada dedicada a la exposición Del Greco a Picasso en el Petit Palais de París, uno de los grandes acontecimientos culturales de aquel año. Entonces, la publicación se llamaba Suplemento Semanal e iba insertada en diez periódicos regionales que, antes de la globalización, decidieron aunar esfuerzos y crecer en torno a un dominical común: Diario de Cádiz, Diario de Jerez, Diario de Mallorca, Diario de Navarra, El Comercio, El Diario Montañés, Heraldo de Aragón, El Norte de Castilla, La Voz de Galicia y Las Provincias. 
A medida que ganaba lectores, el diseño y los contenidos fueron evolucionando, con cambios de cabecera incluidos, reduciéndose primero a El Semanal, en 1993, para convertirse, en 2005, en XLSemanal, con Mar Cohnen, su actual directora, ya al frente de la revista desde 2003.  
La lista de diarios que distribuían en aquel año la revista –ya líder en el sector de los dominicales– alcanzaba los 22, cifra que, a partir de 2016, subió a 23, con la incorporación de El Periódico de Catalunya, que tiene una edición especial.
A su vez, en 2017, XLSemanal y el portal literario Zenda, impulsado por el escritor y académico Arturo Pérez-Reverte y que reúne y publica textos de cientos de autores hispanoamericanos, unieron sus fuerzas en una gran alianza digital.
Distintos artistas han contribuido al diseño de las portadas de XLSemanal, entre ellos, Eduardo Chillida, Rafael Canogar, Vicky Uslé, Jaume Plensa o Juan Genovés.
XLSemanal ofrece también sus contenidos por suscripción en la plataforma Kiosko y más.
Desde su creación, ha sido dirigida por Joaquín Jiménez Michel (entre noviembre de 1987 y junio de 1989), José María de Juana (entre junio de 1989 y agosto de 1990), Juan Fernando Dorrego (entre agosto de 1990 y abril de 1996), Fernando Rayón (como director en funciones entre mayo y octubre de 1996), Ignacio García Iglesias (entre octubre de 1996 y marzo de 2000) y Mara Malibrán (entre marzo de 2000 y octubre de 2003). En octubre de 2003, asumió el cargo su actual directora, Mar Cohnen.

## Distribución

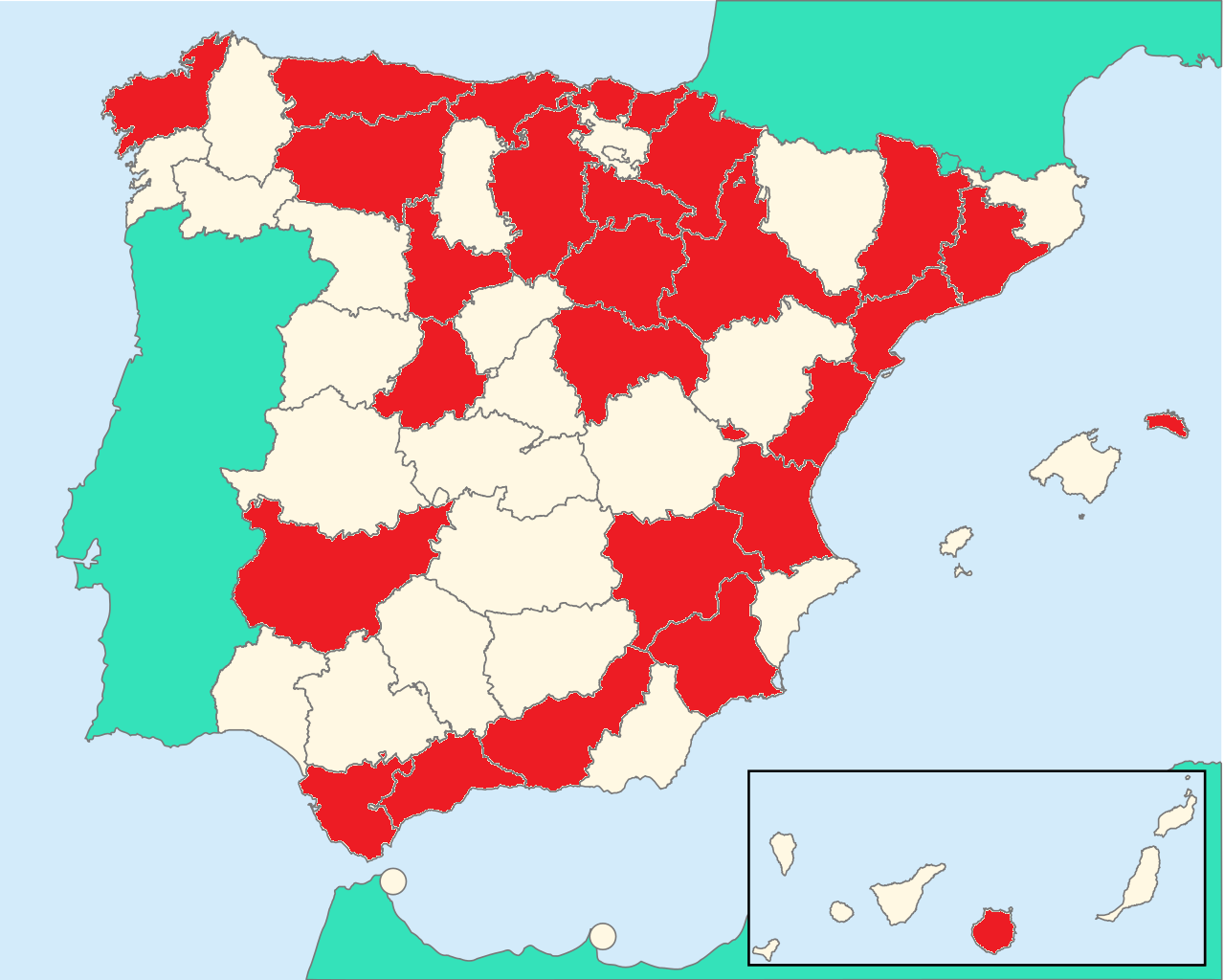
Provincias con diarios que distribuyen XLS.

XLSemanal se distribuye en todo el territorio español por 28 diarios: El Correo, ABC, El Diario Vasco, El Diario Montañés, La Verdad, Ideal, Hoy, Sur, La Rioja, El Norte de Castilla, El Comercio, Las Provincias, La Voz, de Cádiz; El Periódico de Catalunya, Heraldo de Aragón, La Voz de Galicia, Diario de Navarra, Diari de Tarragona, Diario de León, Diario de Burgos, Diario de Ávila, Menorca, La Mañana de Lérida, Canarias 7, El Periódico Mediterráneo, El Día, de Soria; La Tribuna de Albacete y La Tribuna de Guadalajara.

## Colaboradores
A 2021, entre sus articulistas y colaboradores, cuenta con Arturo Pérez Reverte, Juan Manuel de Prada, Isabel Coixet, Carmen Posadas, Lorenzo Silva, David Trueba, Pau Arenós, Juan Eslava Galán y Martín Berasategui, entre otras firmas.
A lo largo de su historia han escrito para la revista Miguel Delibes, José Jiménez Lozano, Corín Tellado, José Antonio Marina, José Luis de Vilallonga, Antonio Garrigues, Ángeles Caso, Antonio Muñoz Molina, Chumy Chúmez, Antonio Mingote, Soledad Puértolas, Juan Bonilla, Enrique Rojas, Karmentxu Marín, Rosa Villacastín, Antonio Soler, Lucía Etxebarría, Marina Mayoral, Zoé Valdés, Javier Marías, Eduardo Mendoza, Paulo Coelho, Manuel Martín Ferrand, Eduard Punset, David Gistau y Carlos Herrera, entre muchos otros.